# Christian Siebenherz
Christian Siebenherz (* 6. Mai 1981) ist ein norwegischer Filmeditor.

## Leben
Siebenherz studierte von 2000 bis 2001 Filmwissenschaften an der Technisch-Naturwissenschaftlichen Universität Norwegens. Anschließend absolvierte er von 2002 bis 2004 ein Bachelorstudium der Literatur- und Theaterwissenschaften an der Universität Oslo.
Mit der Fernsehserie Jul i tøyengata debütierte Siebenherz als hauptverantwortlicher Schnittmeister. Seitdem war er für mehr als 25 Film- und Fernsehprojekte für den Schnitt verantwortlich. Für seine Schnitte an Drachenkrieger – Das Geheimnis der Wikinger und Betrayed wurde er jeweils für einen Amanda für den Besten Schnitt nominiert.

## Filmografie
- 2006: Jul i tøyengata (Fernsehserie)
- 2012: Escape – Vermächtnis der Wikinger (Flukt)
- 2013: Drachenkrieger – Das Geheimnis der Wikinger (Gåten Ragnarok)
- 2015: The Wave – Die Todeswelle (Bølgen)
- 2018: The Quake – Das große Beben (Skjelvet)
- 2019: Hope (Håp)
- 2019: The Body Remembers When the World Broke Open
- 2020: Betrayed (Den største forbrytelsen)
- 2021: The North Sea (Nordsjøen)
- 2022: Paradise Highway
- 2023: The Arctic Convoy – Todesfalle Eismeer (Konvoi, auch Drehbuch)